# Unabhängige Bürgervertretung Trier
Die Unabhängige Bürgervertretung Trier (UBT) ist seit 1992 in Fraktionsstärke im Stadtrat von Trier vertreten. Sie entstand als Abspaltung der Trierer SPD. 

## Entstehung
1991 strebte Manfred Maximini, der damalige Vorsitzende der SPD-Fraktion im Trierer Stadtrat, das Amt des Kulturdezernenten an. Seine Parteigenossen bevorzugten jedoch mehrheitlich einen anderen Kandidaten. Daraus entwickelte sich ein grundsätzlicher Richtungsstreit, sodass Maximini im Januar 1992 zusammen mit fünf weiteren Ratsmitgliedern aus der SPD-Fraktion austrat. Im Juni 1992 folgte die Gründung der Unabhängigen Bürgervertretung Maximini (UBM) als eingetragener Verein. 2009 benannte sich die Gruppe in Freie Wählergemeinschaft Trier (FWG) um, 2017 erfolgte die Umbenennung in Unabhängige Bürgervertretung Trier (UBT).

## Programm
Bürgernähe und Unabhängigkeit von Parteien werden in programmatischen Stellungnahmen der UBT immer wieder als grundlegende Prinzipien ihrer Politik genannt. Eine aktive Wirtschaftsförderung, die Stärkung der kommunalen Selbstverwaltung und der politischen Mitwirkung der Ortsbeiräte, ein Schulsanierungsprogramm und die Ablehnung einer einseitigen Förderung des Umweltverbunds zählen in der aktuellen Wahlperiode zu den wichtigsten kommunalpolitischen Zielen. Im politischen Spektrum ist die UBT in der bürgerlichen Mitte anzusiedeln.

## Weitere Entwicklung
Bei der Kommunalwahl 1994 erzielte die Unabhängige Bürgervertretung Maximini auf Anhieb einen Stimmenanteil von 17,0 Prozent und eroberte neun Mandate im Stadtrat. 1999 fiel sie auf 12,7 Prozent und musste zwei Mandate abgeben. Diese gewann sie jedoch 2004 wieder zurück, da sie sich auf 15,5 Prozent verbessern konnte. Zugleich stellte die UBM in vier Trierer Stadtteilen den Ortsvorsteher. Für die Mehrheitsbildung im Stadtrat, in dem die CDU traditionell die stärkste Fraktion stellt, kam der UBM oft eine Schlüsselrolle zu. Vieles spricht dafür, dass die Stimmen der UBM bei den – allerdings geheimen – Wahlen des Kulturdezernenten 2001 und der Baudezernentin 2007 jeweils ausschlaggebend für den Sieg der CDU-Kandidaten waren. Gegen die ihr von ihren Gegnern, aber auch von unabhängigen Beobachtern der Trierer Lokalpolitik oftmals zugeschriebene Rolle der Mehrheitsbeschafferin für die CDU setzte sich die UBM jedoch stets vehement zur Wehr.
Zur Kommunalwahl 2009 trat Manfred Maximini, der zuvor bereits den UBM-Vorsitz an Hermann Kleber abgegeben hatte, nach 40-jähriger Zugehörigkeit zum Trierer Stadtrat nicht mehr an. Die UBM rutschte auf 9,1 Prozent ab und stellte nur noch fünf Stadtratsmitglieder sowie zwei Ortsvorsteher. Im November 2009 beschloss die Mitgliederversammlung die Umbenennung des Vereins in Freie Wählergemeinschaft Trier zum 1. Januar 2010.
Bei der Kommunalwahl 2014 verringerte sich der Stimmenanteil der FWG weiter auf 7,5 Prozent. Sie verfügt damit noch über vier Sitze im Trierer Stadtrat. Darüber hinaus stellt die UBT weiterhin die Ortsvorsteher in den Stadtteilen Euren und Pfalzel. Bei den beiden Wahlgängen zur Neuwahl des Trierer Oberbürgermeisters im September/Oktober 2014 gab die FWG keine Empfehlung ab.
Zum Januar 2017 erfolgte die Umbenennung in Unabhängige Bürgervertretung Trier e. V. (kurz: UBT).